# Boscaiola
L'espressione "alla boscaiola" è utilizzata per indicare diversi tipi di piatti conditi con una salsa o ragù a base di funghi, diffusa nella cucina italiana. Ne esistono diverse varianti locali, che prevedono oltre ai funghi l'aggiunta di diversi ingredienti quali carni di maiale (pancetta affumicata, prosciutto cotto o salsiccia sbriciolata) e, in diverse combinazioni, piselli, olive nere, pomodorini pachino o, in alternativa, panna da cucina. Il tipo di funghi impiegato varia anch'esso, sebbene si preferiscano solitamente i porcini e i finferli freschi.

## Origini
Diffuso in tutta Italia, secondo alcuni il condimento sarebbe originario della montagna fra la Toscana e l'Emilia-Romagna, ma non esistono informazioni certe al riguardo. L'uso in cucina dei funghi, infatti, è pratica antichissima e diffusa in tutta la penisola.
È verosimile che prima dell'importazione del pomodoro dalle Americhe fossero comuni versioni bianche abbastanza sostanziose, preparate con gli ingredienti che si potevano ricavare dalle colture casalinghe.

## Uso
Normalmente utilizzato per condire primi piatti a base di pasta asciutta, può all'occasione trovarsi abbinato anche a secondi piatti.